# 에르빈 게쇼네크
에르빈 게쇼네크(독일어: Erwin Geschonneck, 1905년 12월 27일~2008년 3월 12일)는 독일의 배우이다. 동독에서 가장 유명한 배우 중 한 명이다.

## 어린 시절
현재 폴란드에 위치한 바르토시체군 지역의 바르텐슈타인에서 태어났으며 1909년 베를린으로 이주하였으나 제2차 세계 대전 당시 소련으로 피난을 갔다. 그 사이에 나치 강제 수용소에 포로로 끌려간 적도 있다.